# دراسة مريم العذراء والقط

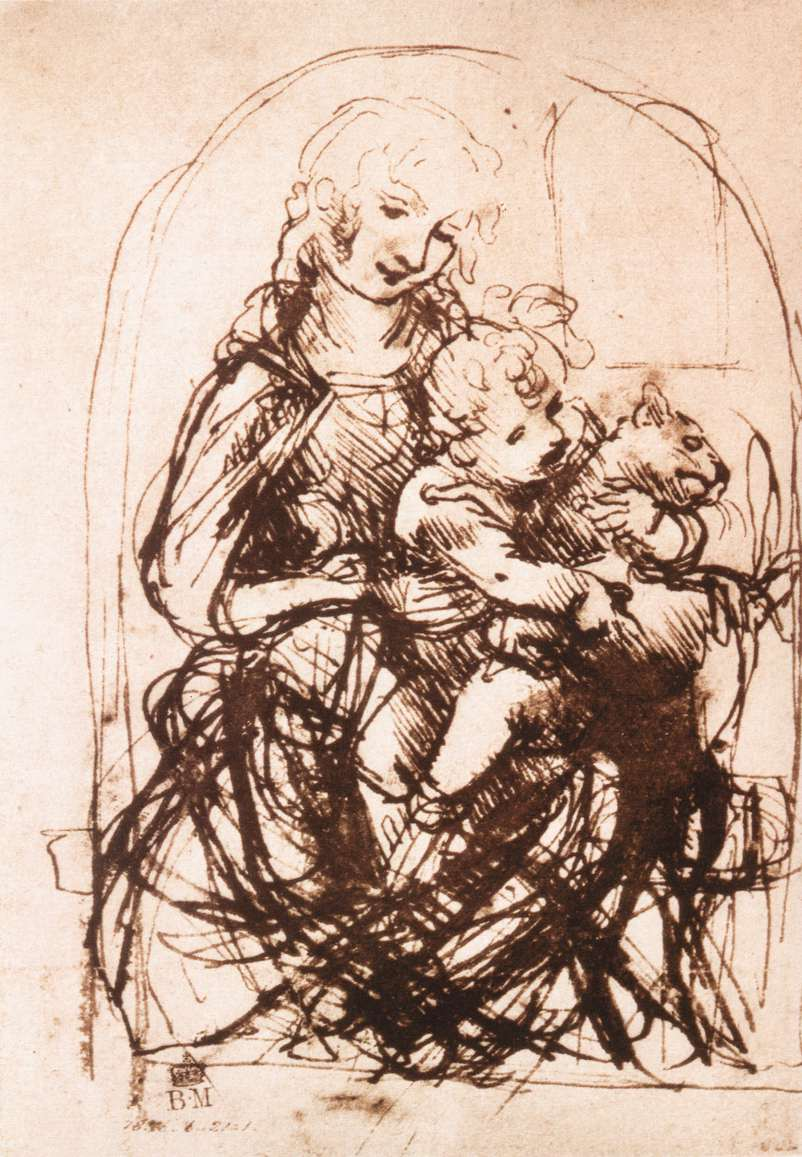

دراسة مريم العذراء والقط هي عبارة عن مجموعة من رسومات ليوناردو دافنشي على كلا الجانبين (الأمامي والخلفي) لورقة يبلغ ارتفاعها 13 سم وعرضها 9.4 سنتيمترًا. رسمت بالقلم والحبر البني مع الغسيل البني على قطعة أرض تحضيرية. هذه واحد من ستة أعمال ليوناردو دافنشي تُظهر أن مادونا ووالطفل يسوع يلعبان مع قطة أو يحملانها. تماثل المرآة بين الرسومات للوجهين. توجد دراسة مريم العذراء والقط في المتحف البريطاني بلندن تحت رقم الجرد 1856.121.1.